# Umbra (rodzaj)
Umbra – rodzaj małych, słodkowodnych ryb szczupakokształtnych z rodziny muławkowatych (Umbridae). 

## Występowanie
Występują przy dnie zamulonych zbiorników w wodach wolno płynących lub stojących – muławka bałkańska w dorzeczu Dunaju i dolnego Dniestru, a pozostałe dwa gatunki w Ameryce Północnej. Zagrożone zagrzebują się w dnie, a podczas suszy potrafią przeżyć dłuższy czas w wilgotnym mule. Żywią się drobnymi rybami i bezkręgowcami.

## Klasyfikacja
Gatunki zaliczane do tego rodzaju:
- Umbra krameri – muławka bałkańska[3], muławka[4], umbra[5], muławka europejska[6], muławka dunajska[3]
- Umbra limi – muławka amerykańska[4]
- Umbra pygmaea – muławka wschodnioamerykańska[6]

Gatunkiem typowym jest Umbra krameri.

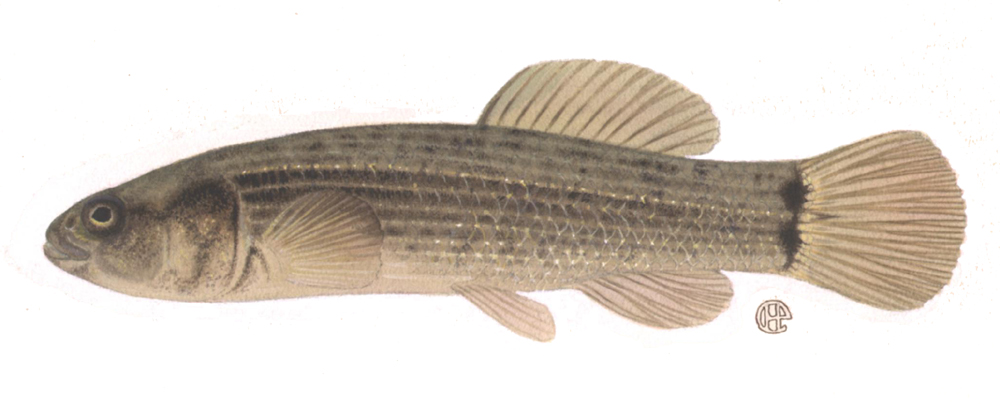
Umbra pygmaea